# Joachim Hamann
Joachim Hamann (Kiel, 18 maggio 1913 – 13 luglio 1945) è stato un militare tedesco ufficiale dell'Einsatzkommando 3, un'unità di sterminio dell'Einsatzgruppe A, responsabile di decine di migliaia di morti ebraiche in Lituania.
Hamann organizzò e comandò il Rollkommando Hamann, una piccola unità mobile di uccisione composta da 8-10 tedeschi e diverse dozzine di collaboratori lituani locali.

## Biografia
Hamann era di origine baltica tedesca. Formatosi come chimico, ebbe difficoltà a trovare un lavoro a causa della Grande Depressione. Si unì alle SA nell'agosto 1931, al partito nazista nel dicembre 1932 e alle SS nel luglio 1938. Prestò servizio nella Luftwaffe durante la campagna di Polonia e la campagna di Francia come paracadutista (Fallschirmjäger). Tornò a Berlino dove si unì alle SS e completò alcuni corsi di addestramento. Nel marzo 1941 fu promosso SS-Obersturmführer. Dopo l'invasione nazista dell'Unione Sovietica, Hamann organizzò e comandò il Rollkommando Hamann che uccise almeno 39.000 ebrei in varie località della Lituania e 9.102 persone, quasi tutti ebrei, dal ghetto di Daugavpils. Il superiore di Hamann, Karl Jäger, ha documentato queste uccisioni nel suo Rapporto Jäger. Martin C. Dean stima il bilancio delle vittime di Rollkommando Hamann in circa 60.000 ebrei nella sola Lituania.
Hamann lasciò la Lituania nell'ottobre 1941 e continuò la sua carriera nelle SS. Nel 1942, Hamann partecipò all'operazione Zeppelin, un piano per reclutare dei prigionieri di guerra sovietici per lo spionaggio dietro le linee russe. Dal 1943 lavorò presso l'Amt IV della RSHA. Fu coinvolto nell'arresto e nell'esecuzione dei membri sospettati del complotto del 20 luglio per assassinare Hitler. Fu nominato assistente di Ernst Kaltenbrunner, direttore dell'Ufficio principale per la sicurezza del Reich. Dopo la guerra, Hamann si suicidò.